# Danh sách di sản văn hóa Tây Ban Nha được quan tâm ở tỉnh Las Palmas
Danh sách di sản văn hóa Tây Ban Nha được quan tâm ở Las Palmas (tỉnh).

## Các di sản liên quan đến nhiều thành phố
| Tên                                   | Dạng                | Địa điểm                                          | Tọa độ                                                      | Số hồ sơ tham khảo? | Ngày nhận danh hiệu? | Hình ảnh                                                   |
| ------------------------------------- | ------------------- | ------------------------------------------------- | ----------------------------------------------------------- | ------------------- | -------------------- | ---------------------------------------------------------- |
| Khe Guayadeque                        | Khu khảo cổ         | Agüimes e Ingenio                                 | 27°56′16″B 15°30′37″T / 27,937778°B 15,510278°T             | RI-55-0000158       | 21-06-1991           | Barranco de Guayadeque · Upload image                      |
| Hang Los Frailes (Gran Canaria)       | Khu khảo cổ         | Las Palmas de Gran Canaria y Santa Brígida Tafira | 28°03′21″B 15°28′36″T / 28,055950359388°B 15,476714488509°T | RI-55-0000719       | 31-03-2009           | Upload image                                               |
| Zona Paleontológica Santa (Lanzarote) | Zona paleontológica | Tinajo y Teguise La Isleta de La Santa            | 29°07′02″B 13°39′21″T / 29,117155997836°B 13,655699672017°T | RI-55-0000824       | 01-04-2011           | Zona Paleontológica de La Santa (Lanzarote) · Upload image |

## Di tích theo thành phố

### A

#### Agaete,(Gran Canaria)
| Tên                                      | Dạng                       | Địa điểm                    | Tọa độ                                          | Số hồ sơ tham khảo? | Ngày nhận danh hiệu? | Hình ảnh                                              |
| ---------------------------------------- | -------------------------- | --------------------------- | ----------------------------------------------- | ------------------- | -------------------- | ----------------------------------------------------- |
| Nhà hoang Nuestra Señora Nieves (Agaete) | Di tích Kiến trúc tôn giáo | Agaete Puerto de las Nieves | 28°06′05″B 15°42′39″T / 28,10137°B 15,710711°T  | RI-51-0003865       | 15-12-1971           | Ermita de Nuestra Señora de las Nieves · Upload image |
| Nghĩa địa Maipez Arriba                  | Khu khảo cổ Necrópolis     | Agaete                      | 28°05′49″B 15°41′28″T / 28,096883°B 15,691199°T | RI-55-0000081       | 05-07-1973           | Necrópolis de Maipez de Arriba · Upload image         |

#### Agüimes,(Gran Canaria)
| Tên                               | Dạng                                                   | Địa điểm                   | Tọa độ                                          | Số hồ sơ tham khảo? | Ngày nhận danh hiệu? | Hình ảnh                                                |
| --------------------------------- | ------------------------------------------------------ | -------------------------- | ----------------------------------------------- | ------------------- | -------------------- | ------------------------------------------------------- |
| Nhà Cámara Episcopal (Agüimes)    | Di tích Kiến trúc dân sự Cung điện                     | Agüimes                    | 27°54′18″B 15°26′38″T / 27,905104°B 15,443973°T | RI-51-0008286       | 22-11-1996           | Casa de la Cámara Episcopal de Agüimes · Upload image   |
| Hang và Morros Ávila              | Khu khảo cổ                                            | Agüimes Montaña de Agüimes | 27°54′16″B 15°25′44″T / 27,904557°B 15,429018°T | RI-55-0000716       | 04-11-2008           | Cuevas y Morros de Ávila · Upload image                 |
| Grabados Rupestres Barranco Balos | Di tích Nghệ thuật đá                                  | Agüimes                    | 27°52′19″B 15°28′41″T / 27,871934°B 15,477982°T | RI-51-0003912       | 05-07-1973           | Grabados Rupestres del Barranco de Balos · Upload image |
| Nhà thờ San Sebastián (Agüimes)   | Di tích Kiến trúc tôn giáo Kiểu: Kiến trúc Tân cổ điển | Agüimes                    | 27°54′24″B 15°26′47″T / 27,906609°B 15,446309°T | RI-51-0004478       | 13-03-1981           | Iglesia de San Sebastián · Upload image                 |
| Salinas Arinaga                   | Di tích Por decreto es Sitio Etnológico Ruộng muối     | Agüimes Arinaga            | 27°51′06″B 15°24′08″T / 27,85167°B 15,402172°T  | RI-51-0010673       | 10-06-2008           | Salinas de Arinaga · Upload image                       |

#### Antigua (Fuerteventura),(Fuerteventura)
| Tên                                                      | Dạng                                           | Địa điểm | Tọa độ                                                  | Số hồ sơ tham khảo? | Ngày nhận danh hiệu? | Hình ảnh                                                        |
| -------------------------------------------------------- | ---------------------------------------------- | --- | ------------------------------------------------------- | ------------------- | -------------------- | --------------------------------------------------------------- |
| Molino Antigua                                           | Di tích                                        | Antigua Punto kilométrico 19 de la carretera FV-20 | 28°25′51″B 14°00′45″T / 28,43072°B 14,012519°T          | RI-51-0005291       | 29-07-1994           | Upload image                                                    |
| Nhà hoang San Roque (Antigua)                            | Di tích                                        | Antigua | 28°22′57″B 14°00′36″T / 28,3825967866°B 14,0100034173°T | RI-51-0007037       | 13-12-1990           | Upload image                                                    |
| Nhà hoang Nuestra Señora Guadalupe (Antigua)             | Di tích                                        | Antigua | 28°22′20″B 14°01′50″T / 28,37215251°B 14,0305911°T      | RI-51-0008712       | 20-12-1985           | Upload image                                                    |
| Nhà hoang San Francisco (Antigua)                        | Di tích                                        | Antigua | 28°24′14″B 13°59′32″T / 28,40389604°B 13,9922905°T      | RI-51-0008713       | 20-12-1985           | Upload image                                                    |
| Salinas Carmen                                           | Di tích                                        | Antigua | 28°21′59″B 13°52′14″T / 28,36639479°B 13,87045383°T     | RI-51-0010642       | 26-07-2002           | Upload image                                                    |
| Molino Valles Ortega                                     | Di tích                                        | Antigua Camino de Antigua a los Valles | 28°23′37″B 14°00′42″T / 28,393511°B 14,011602°T         | RI-51-0005293       | 29-07-1994           | Molino de Valles de Ortega · Upload image                       |
| Nhà hoang San Isidro (Antigua)                           | Di tích                                        | Antigua | 28°25′59″B 13°58′14″T / 28,43302485°B 13,97052705°T     | RI-51-0007034       | 21-06-1991           | Upload image                                                    |
| Molino Valles Ortega (Núcleo) (Antigua)                  | Di tích                                        | Antigua Calle Isla de Montaña Clara | 28°23′23″B 14°00′48″T / 28,38969°B 14,013402°T          | RI-51-0005294       | 29-07-1994           | Molino de Valles de Ortega (Núcleo) (La Antigua) · Upload image |
| Molino Durazno                                           | Di tích                                        | Antigua Calle el Molino | 28°25′22″B 14°01′15″T / 28,42266°B 14,020706°T          | RI-51-0005306       | 29-07-1994           | Molino del Durazno · Upload image                               |
| Molino Corte                                             | Di tích                                        | Antigua Carretera FV-50 cerca del cruce con la FV-20 | 28°24′37″B 14°00′46″T / 28,41038°B 14,012751°T          | RI-51-0005307       | 29-07-1994           | Molino de la Corte · Upload image                               |
| Molina Valles Ortega (Núcleo) (Antigua)                  | Di tích                                        | Antigua Calle General Moscardó cerca del cruce con carretera FV-20 | 28°23′23″B 14°00′56″T / 28,38959°B 14,0154747°T         | RI-51-0005292       | 29-07-1994           | Molina de Valles de Ortega (Núcleo) (La Antigua) · Upload image |
| Nhà thờ Nuestra Señora Antigua (Antigua (Fuerteventura)) | Di tích                                        | Antigua | 28°25′24″B 14°00′53″T / 28,4232784°B 14,01477814°T      | RI-51-0007036       | 19-11-1990           | Upload image                                                    |
| Khu dân cư Atalayita                                     | Khu khảo cổ                                    | Antigua Valle de Pozo Negro | 28°19′29″B 13°55′34″T / 28,3246°B 13,926021°T           | RI-55-0000855-00001 | 24-05-2007           | Poblado de la Atalayita · Upload image                          |
| Guirra                                                   | Khu khảo cổ Por Decreto es Zona Paleontológica | Antigua Las Corcovadas-Las Marismas 28°23′27,31″B 13°51′35,54″T / 28,38333°B 13,85°T La Guirra 28°22′54,35″B 13°51′54,43″T / 28,36667°B 13,85°T Punta de la Hondura 28°22′28,65″B 13°52′2,22″T / 28,36667°B 13,86667°T | 28°22′54″B 13°51′54″T / 28,381765°B 13,865119°T         | RI-55-0000812       | 08-03-2005           | Upload image                                                    |
| Hornos Cal Guirra                                        | Di tích                                        | Antigua La Guirra | 28°23′07″B 13°51′49″T / 28,385282°B 13,863616°T         | RI-51-0009280       | 06-05-1999           | Hornos de Cal de la Guirra · Upload image                       |
| Lâu đài Fustes                                           | Di tích                                        | Antigua Caleta de Fuste | 28°23′37″B 13°51′19″T / 28,393482°B 13,855264°T         | RI-51-0008265       | 12-07-1993           | Upload image                                                    |

#### Ám tiêu,(Lanzarote)
| Tên                                                      | Dạng                           | Địa điểm                                | Tọa độ                                          | Số hồ sơ tham khảo? | Ngày nhận danh hiệu? | Hình ảnh                                                |
| -------------------------------------------------------- | ------------------------------ | --------------------------------------- | ----------------------------------------------- | ------------------- | -------------------- | ------------------------------------------------------- |
| Nhà Arroyo                                               | Di tích                        | Arrecife                                | 28°57′32″B 13°32′52″T / 28,958856°B 13,54764°T  | RI-51-0005440       | 19-11-1990           | Upload image                                            |
| Lâu đài San Gabriel                                      | Di tích Kiến trúc phòng thủ    | Arrecife                                | 28°57′23″B 13°32′51″T / 28,956399°B 13,547399°T | RI-51-0008259       | 12-07-1993           | Castillo de San Gabriel · Upload image                  |
| Lâu đài San Gabriel, Camino và Puente                    | Khu phức hợp lịch sử artístico | Arrecife                                | 28°57′28″B 13°32′51″T / 28,957712°B 13,547414°T | RI-53-0000227       | 16-06-1979           | Castillo de San Gabriel, Camino y Puente · Upload image |
| Lâu đài San José                                         | Di tích Kiến trúc phòng thủ    | Arrecife                                | 28°58′15″B 13°31′58″T / 28,9707°B 13,532829°T   | RI-51-0008260       | 12-07-1993           | Castillo de San José · Upload image                     |
| Nhà thờ San Ginés Clermont                               | Di tích Kiến trúc tôn giáo     | Arrecife                                | 28°57′35″B 13°32′50″T / 28,95959°B 13,547293°T  | RI-51-0005448       | 13-12-1990           | Iglesia de San Ginés de Clermont · Upload image         |
| Primera sede Cabildo Lanzarote                           | Di tích                        | Arrecife Calle León y Castillo, 6       | 28°57′32″B 13°32′54″T / 28,95889°B 13,548203°T  | RI-51-0010529       | 01-06-2004           | Upload image                                            |
| Fachada Inmueble números 23 và 25 calle León và Castillo | Di tích                        | Arrecife Calle León y Castillo, 23 y 25 | 28°57′37″B 13°32′57″T / 28,96019°B 13,549076°T  | RI-51-0010182       | 02-08-2005           | Upload image                                            |

#### Arucas,(Gran Canaria)
| Tên                                                      | Dạng                 | Địa điểm | Tọa độ                                            | Số hồ sơ tham khảo? | Ngày nhận danh hiệu? | Hình ảnh                                                                         |
| -------------------------------------------------------- | -------------------- | --- | ------------------------------------------------- | ------------------- | -------------------- | -------------------------------------------------------------------------------- |
| Pozos desaparecidos ở Guerra Civil Española              | Địa điểm lịch sử     | Arucas Pozo de la Vuelta del Francés 28°7′6,42″B 15°31′23,61″T / 28,11667°B 15,51667°T Pozo del Puente del Barranco de Arucas 28°6′54,38″B 15°31′8,43″T / 28,1°B 15,51667°T Pozo del Puente de Tenoya 28°6′42,74″B 15°30′0,03″T / 28,1°B 15,5°T Pozo del Llano de las Brujas 28°7′31,54″B 15°29′54,33″T / 28,11667°B 15,48333°T |                                                   | RI-54-0000226       | 29-07-2008           | Upload image                                                                     |
| Quần thể Histórico Artístico Casco Antiguo Ciudad Arucas | Khu phức hợp lịch sử | Arucas | 28°07′06″B 15°31′24″T / 28,1184492°B 15,5232237°T | RI-53-0000211       | 10-12-1976           | Conjunto Histórico Artístico Casco Antiguo de la Ciudad de Arucas · Upload image |

### B

#### Betancuria,(Fuerteventura)
| Tên                                             | Dạng                 | Địa điểm                       | Tọa độ                                          | Số hồ sơ tham khảo? | Ngày nhận danh hiệu? | Hình ảnh     |
| ----------------------------------------------- | -------------------- | ------------------------------ | ----------------------------------------------- | ------------------- | -------------------- | ------------ |
| Nhà hoang Santa Inés (Betancuria)               | Di tích              | Betancuria Valle de Santa Inés | 28°27′34″B 14°02′31″T / 28,459578°B 14,041842°T | RI-51-0008656       | 24-09-1993           | Upload image |
| Quần thể Histórico Artístico Villa (Betancuria) | Khu phức hợp lịch sử | Betancuria                     | 28°25′30″B 14°03′26″T / 28,424963°B 14,05731°T  | RI-53-0000222       | 10-11-1978           | Upload image |
| Romería a Virgen Peña                           | Địa điểm lịch sử     | Betancuria Vega de Río Palmas  | 28°23′35″B 14°04′17″T / 28,393033°B 14,071507°T | RI-54-0000208       | 23-04-2007           | Upload image |
| Nhà hoang Nuestra Señora Peña (Betancuria)      | Di tích              | Betancuria Vega de Río Palmas  | 28°23′35″B 14°04′17″T / 28,393033°B 14,071507°T | RI-51-0008727       | 20-12-1985           | Upload image |

### F

#### Firgas,(Gran Canaria)
| Tên           | Dạng             | Địa điểm                     | Tọa độ                                          | Số hồ sơ tham khảo? | Ngày nhận danh hiệu? | Hình ảnh                         |
| ------------- | ---------------- | ---------------------------- | ----------------------------------------------- | ------------------- | -------------------- | -------------------------------- |
| Finca Dolores | Địa điểm lịch sử | Firgas Los Dolores, Cambalud | 28°07′50″B 15°33′03″T / 28,130694°B 15,550934°T | RI-54-0000149       |                      | Finca los Dolores · Upload image |
| Molino Agua   | Địa điểm lịch sử | Firgas                       | 28°06′25″B 15°33′45″T / 28,106937°B 15,562609°T | RI-54-0000171       | 24-05-2007           | Molino de Agua · Upload image    |

### G

#### Gáldar,(Gran Canaria)
| Tên                                                | Dạng                 | Địa điểm                         | Tọa độ                                            | Số hồ sơ tham khảo? | Ngày nhận danh hiệu? | Hình ảnh                                                 |
| -------------------------------------------------- | -------------------- | -------------------------------- | ------------------------------------------------- | ------------------- | -------------------- | -------------------------------------------------------- |
| Bảo tàng và Parque Khảo cổ Cueva Pintada           | Di tích              | Gáldar Calle Audiencia, 2        | 28°08′39″B 15°39′19″T / 28,144145°B 15,655185°T   | RI-51-0003880       | 25-05-1972           | Museo y Parque Arqueológico Cueva Pintada · Upload image |
| Nhà hoang San Sebastián (Gáldar)                   | Di tích              | Gáldar Plaza de San Sebastián    | 28°08′41″B 15°39′02″T / 28,14459°B 15,650496°T    | RI-51-0006811       | 13-12-1990           | Upload image                                             |
| Hacienda Hoya Pineda                               | Di tích              | Gáldar Hoya de Pineda            | 28°06′42″B 15°38′07″T / 28,111784°B 15,635367°T   | RI-51-0006999       | 08-04-1994           | Hacienda de Hoya de Pineda · Upload image                |
| Nhà Verde Aguilar                                  | Di tích              | Gáldar Calle Guillén Morales, 13 | 28°08′43″B 15°39′29″T / 28,145266°B 15,658008°T   | RI-51-0007003       | 24-09-1993           | Upload image                                             |
| Nhà Capitán Quesada                                | Di tích              | Gáldar Calle Reina Arminda, 3    | 28°08′44″B 15°39′21″T / 28,145621°B 15,655963°T   | RI-51-0007248       | 13-12-1990           | Upload image                                             |
| Nhà hoang San José Caidero                         | Di tích              | Gáldar El Caidero                | 28°04′25″B 15°38′51″T / 28,073474°B 15,64749°T    | RI-51-0008710       | 20-12-1985           | Upload image                                             |
| Nhà thờ Matriz Santiago Los Caballeros             | Di tích              | Gáldar                           | 28°08′42″B 15°39′22″T / 28,144966°B 15,656088°T   | RI-51-0008728       | 07-02-1986           | Iglesia de Santiago de los Caballeros · Upload image     |
| Khu vực Khảo cổ Botija                             | Khu khảo cổ          | Gáldar                           | 28°07′53″B 15°42′07″T / 28,131297°B 15,701868°T   | RI-55-0000103       | 21-12-1983           | Upload image                                             |
| Guancha, Agujero và Bocabarranco                   | Khu khảo cổ          | Gáldar El Agujero                | 28°09′42″B 15°39′35″T / 28,161759°B 15,659615°T   | RI-55-0000067       | 09-12-1949           | Upload image                                             |
| Zona Arqueológica Hang Patronato hay Facaracas     | Khu khảo cổ          | Gáldar Marmolejos                | 28°08′21″B 15°39′21″T / 28,139187°B 15,655919°T   | RI-55-0000219       | 27-12-1990           | Upload image                                             |
| Zona Arqueológica Entorno Cueva Pintada            | Khu khảo cổ          | Gáldar Calle Audiencia, 2        | 28°08′39″B 15°39′19″T / 28,144145°B 15,655185°T   | RI-55-0000273       | 19-11-1990           | Upload image                                             |
| Quần thể Histórico Artístico Quảng trường Santiago | Khu phức hợp lịch sử | Gáldar                           | 28°08′42″B 15°39′20″T / 28,1449982°B 15,6554527°T | RI-53-0000242       | 13-03-1981           | Upload image                                             |
| Barranco Hondo Abajo                               | Khu phức hợp lịch sử | Gáldar Barranco Hondo de Abajo   | 28°02′36″B 15°39′06″T / 28,043213°B 15,651602°T   | RI-53-0000378       | 24-09-1993           | Upload image                                             |

### L

#### La Aldea de San Nicolás,(Gran Canaria)
| Tên                       | Dạng                                             | Địa điểm                | Tọa độ                                          | Số hồ sơ tham khảo? | Ngày nhận danh hiệu? | Hình ảnh                             |
| ------------------------- | ------------------------------------------------ | ----------------------- | ----------------------------------------------- | ------------------- | -------------------- | ------------------------------------ |
| Charco Aldea              | Địa điểm lịch sử Por Decreto es Sitio etnológico | La Aldea de San Nicolás | 28°00′08″B 15°49′05″T / 28,002119°B 15,818019°T | RI-54-0000214       | 07-10-2008           | El Charco de la Aldea · Upload image |
| Khu vực Khảo cổ Caserones | Khu khảo cổ                                      | La Aldea de San Nicolás | 28°00′10″B 15°48′48″T / 28,002676°B 15,813472°T | RI-55-0000433       | 07-02-1986           | Upload image                         |

#### La Oliva,(Fuerteventura)
| Tên                                                             | Dạng                                                          | Địa điểm                                                            | Tọa độ                                            | Số hồ sơ tham khảo? | Ngày nhận danh hiệu? | Hình ảnh                                       |
| --------------------------------------------------------------- | ------------------------------------------------------------- | ------------------------------------------------------------------- | ------------------------------------------------- | ------------------- | -------------------- | ---------------------------------------------- |
| Lâu đài Cotillo (Tháp Tostón)                                   | Di tích Kiến trúc phòng thủ Tháp costera Thời gian: Thế kỷ 18 | La Oliva El Cotillo                                                 | 28°40′48″B 14°00′38″T / 28,679948°B 14,010599°T   | RI-51-0008264       | 12-07-1993           | Castillo del Cotillo · Upload image            |
| Molino Corralejo (Oliva)                                        | Di tích                                                       | La Oliva Calle Pizarro                                              | 28°44′24″B 13°52′09″T / 28,74004°B 13,869215°T    | RI-51-0005295       | 29-07-1994           | Upload image                                   |
| Molino Roque                                                    | Di tích                                                       | La Oliva Pista de tierra desde El Roque hacia la Playa del Castillo | 28°40′46″B 14°00′02″T / 28,679574°B 14,000623°T   | RI-51-0005296       | 29-07-1994           | Molino de El Roque · Upload image              |
| Molino Lajares (Oliva)                                          | Di tích                                                       | La Oliva Calle Central, Lajares                                     | 28°40′22″B 13°56′30″T / 28,672714°B 13,94158°T    | RI-51-0005297       | 29-07-1994           | Molino de Lajares (La Oliva) · Upload image    |
| Molina Lajares (Oliva)                                          | Di tích                                                       | La Oliva Calle Central, Lajares                                     | 28°40′19″B 13°56′31″T / 28,671952°B 13,942069°T   | RI-51-0005298       | 29-07-1994           | Upload image                                   |
| Molino Villaverde (Oliva)                                       | Di tích                                                       | La Oliva Montaña del Molino                                         | 28°37′23″B 13°54′57″T / 28,623142°B 13,915863°T   | RI-51-0005299       | 29-07-1994           | Molino de Villaverde (La Oliva) · Upload image |
| Molina Tindaya-tebeto                                           | Di tích                                                       | La Oliva Calle el Callejón, Tindaya                                 | 28°35′25″B 13°59′36″T / 28,590336°B 13,993466°T   | RI-51-0005300       | 29-07-1994           | Upload image                                   |
| Molino Corralejo (Oliva)                                        | Di tích                                                       | La Oliva Plaza de la Molina                                         | 28°44′27″B 13°52′09″T / 28,740895°B 13,869261°T   | RI-51-0005287       | 29-07-1994           | Upload image                                   |
| Molino Villaverde (Oliva)                                       | Di tích                                                       | La Oliva Montaña del Molino                                         | 28°37′21″B 13°54′49″T / 28,622443°B 13,913719°T   | RI-51-0005288       | 29-07-1994           | Molino de Villaverde (La Oliva) · Upload image |
| Nhà Coroneles                                                   | Di tích                                                       | La Oliva Calle los Coroneles                                        | 28°36′23″B 13°55′31″T / 28,606507°B 13,925165°T   | RI-51-0004369       | 13-06-1979           | Casa de los Coroneles · Upload image           |
| Hang Villaverde                                                 | Di tích                                                       | La Oliva                                                            |                                                   | RI-51-0004980       | 16-11-1983           | Upload image                                   |
| Nhà hoang Nuestra Señora Candelaria (Oliva)                     | Di tích                                                       | La Oliva                                                            | 28°36′40″B 13°55′40″T / 28,611209°B 13,927858°T   | RI-51-0007416       | 24-09-1993           | Upload image                                   |
| Nhà hoang Nuestra Señora Caridad (Oliva)                        | Di tích                                                       | La Oliva Tindaya                                                    | 28°35′11″B 13°58′43″T / 28,586457°B 13,978731°T   | RI-51-0007417       | 24-09-1993           | Upload image                                   |
| Nhà hoang San Pedro và San Juan (Vallebrón)                     | Di tích                                                       | La Oliva Vallebrón                                                  | 28°34′59″B 13°55′55″T / 28,583106°B 13,931906°T   | RI-51-0007418       | 24-09-1993           | Upload image                                   |
| Nhà hoang San Vicente Ferrer                                    | Di tích Kiến trúc tôn giáo                                    | La Oliva Villaverde                                                 | 28°37′41″B 13°54′17″T / 28,628134°B 13,904587°T   | RI-51-0007031       | 21-06-1991           | Upload image                                   |
| Nhà hoang Nuestra Señora Buen Viaje (Oliva)                     | Di tích                                                       | La Oliva El Cotillo                                                 | 28°41′11″B 14°00′32″T / 28,686492°B 14,008978°T   | RI-51-0008726       | 20-12-1985           | Upload image                                   |
| Nhà hoang Nuestra Señora Puerto Rico                            | Di tích                                                       | La Oliva                                                            | 28°36′29″B 13°55′39″T / 28,607966°B 13,927501°T   | RI-51-0007035       | 21-06-1991           | Upload image                                   |
| Khu vực paleontológico Barranco Encantados hay Enamorados       | Khu khảo cổ Por Decreto es Zona Paleontológica                | La Oliva                                                            | 28°38′02″B 13°59′29″T / 28,6338121°B 13,9914769°T | RI-55-0000816       | 22-04-2008           | Upload image                                   |
| Zona Arqueológica Barranco Tinojay (Oliva (Fuerteventura))      | Khu khảo cổ                                                   | La Oliva                                                            | 28°34′34″B 13°51′22″T / 28,576032°B 13,856018°T   | RI-55-0000852       | 13-10-2006           | Upload image                                   |
| Zona Arqueológica Barranco Cavadero (Oliva)                     | Khu khảo cổ                                                   | La Oliva Barranco del Cavadero                                      | 28°36′13″B 13°51′03″T / 28,603502°B 13,850731°T   | RI-55-0000835       | 8-4-2008             | Upload image                                   |
| Nhà Inglés (Oliva)                                              | Di tích                                                       | La Oliva Carretera FV-101 La Oliva - Corralejo                      | 28°36′55″B 13°55′26″T / 28,615272°B 13,923951°T   | RI-51-0010701       | 13-12-2005           | Upload image                                   |
| Nhà hoang Nuestra Señora Dolores và San Miguel Arcángel (Oliva) | Di tích                                                       | La Oliva La Caldereta                                               | 28°35′08″B 13°52′52″T / 28,585604°B 13,881086°T   | RI-51-0011509       | 25-03-2008           | Upload image                                   |

#### Las Palmas de Gran Canaria,(Gran Canaria)
| Tên                                                  | Dạng                 | Địa điểm | Tọa độ                                                      | Số hồ sơ tham khảo? | Ngày nhận danh hiệu? | Hình ảnh                                                         |
| ---------------------------------------------------- | -------------------- | --- | ----------------------------------------------------------- | ------------------- | -------------------- | ---------------------------------------------------------------- |
| Nhà hoang San Antonio Abad (Las Palmas Gran Canaria) | Di tích              | Las Palmas de Gran Canaria Confluencia de las calles Armas, Colón, Pedro de Algaba, Audiencia y Montesdeoca | 28°06′06″B 15°24′49″T / 28,101701895879°B 15,413663758148°T | RI-51-0010935       | 15-05-2007           | Ermita de San Antonio Abad · Upload image                        |
| Cementerio Inglés                                    | Di tích              | Las Palmas de Gran Canaria San José                                                                         | 28°05′21″B 15°25′14″T / 28,089085316997°B 15,420558142379°T | RI-51-0012207       | 29-04-2010           | Upload image                                                     |
| Bảo tàng Canario                                     | Di tích              | Las Palmas de Gran Canaria Calle Doctor Verneau, 2, Vegueta                                                 | 28°05′58″B 15°24′56″T / 28,099577909454°B 15,415426915793°T | RI-51-0001342       | 01-03-1962           | Museo Canario · Upload image                                     |
| Teatro Pérez Galdós                                  | Di tích              | Las Palmas de Gran Canaria Plaza de Stagno s/n                                                              | 28°06′13″B 15°24′51″T / 28,103634541237°B 15,414060790542°T | RI-51-0006817       | 14-04-1994           | Teatro Pérez Galdós · Upload image                               |
| Capilla Anglicana (Las Palmas Gran Canaria)          | Di tích              | Las Palmas de Gran Canaria Calle Brasil, 26                                                                 | 28°07′32″B 15°25′52″T / 28,12548569926°B 15,431010333301°T  | RI-51-0007305       | 08-03-2005           | Capilla Anglicana · Upload image                                 |
| Lâu đài Luz                                          | Di tích              | Las Palmas de Gran Canaria                                                                                  | 28°08′55″B 15°25′29″T / 28,148644383836°B 15,424789270012°T | RI-51-0001107       | 12-07-1941           | Castillo de la Luz · Upload image                                |
| Tường Las Palmas                                     | Di tích              | Las Palmas de Gran Canaria                                                                                  | 28°06′23″B 15°25′19″T / 28,106515846711°B 15,42181628075°T  | RI-51-0002334       | 30-04-1997           | Muralla de Las Palmas · Upload image                             |
| Gabinete Literario Quảng trường Cairasco Numero 1    | Di tích              | Las Palmas de Gran Canaria Plaza de Cairasco, 1                                                             | 28°06′11″B 15°25′00″T / 28,103151104706°B 15,416589235633°T | RI-51-0005166       | 19-04-1985           | Upload image                                                     |
| Nhà hoang San Pedro González Telmo                   | Di tích              | Las Palmas de Gran Canaria Parque de San Telmo, Triana                                                      | 28°06′29″B 15°25′01″T / 28,108181078731°B 15,416887154047°T | RI-51-0004382       | 17-10-1979           | Upload image                                                     |
| Nhà thờ San José (Las Palmas Gran Canaria)           | Di tích              | Las Palmas de Gran Canaria                                                                                  | 28°05′41″B 15°25′07″T / 28,094736700981°B 15,418506589315°T | RI-51-0004408       | 07-02-1980           | Upload image                                                     |
| Nhà thờ chính tòa Las Palmas                         | Di tích              | Las Palmas de Gran Canaria                                                                                  | 28°06′03″B 15°24′53″T / 28,100754933851°B 15,414693287774°T | RI-51-0003939       | 24-05-1974           | Catedral de las Palmas de Gran Canaria · Upload image            |
| Lưu trữ lịch sử Provincial "Joaquín Blanco"          | Lưu trữ              | Las Palmas de Gran Canaria Plaza de Santa Ana, 4                                                            | 28°06′01″B 15°24′56″T / 28,100260143771°B 15,415430470371°T | RI-AR-0000042       | 10-11-1997           | Archivo Histórico Provincial "Joaquín Blanco" · Upload image     |
| Thư viện Pública Estado (Las Palmas)                 | Thư viện             | Las Palmas de Gran Canaria                                                                                  | 28°06′38″B 15°24′59″T / 28,110526764993°B 15,416266902903°T | RI-BI-0000017       | 25-06-1985           | Upload image                                                     |
| Nhà thờ Santo Domingo                                | Di tích              | Las Palmas de Gran Canaria Plaza de Santo Domingo, Vegueta                                                  | 28°05′54″B 15°24′57″T / 28,098439490091°B 15,415940430697°T | RI-51-0006814       | 13-12-1990           | Upload image                                                     |
| Quần thể Histórico Artístico Barrio Vegueta          | Khu phức hợp lịch sử | Las Palmas de Gran Canaria                                                                                  | 28°05′58″B 15°24′52″T / 28,0994409°B 15,4144186°T           | RI-53-0000155       | 05-04-1973           | Conjunto Histórico Artístico Barrio de la Vegueta · Upload image |
| Triana (Las Palmas Gran Canaria)                     | Khu phức hợp lịch sử | Las Palmas de Gran Canaria                                                                                  | 28°06′19″B 15°25′03″T / 28,105331070114°B 15,417449469786°T | RI-53-0000386       | 19-11-1990           | Triana (Las Palmas de Gran Canaria) · Upload image               |
| Nhàs Mayordomía và Ermita San Antonio Abad           | Khu phức hợp lịch sử | Las Palmas de Gran Canaria Tamaraceite                                                                      | 28°05′51″B 15°27′49″T / 28,097635105935°B 15,463667897082°T | RI-53-0000443       | 09-06-1995           | Upload image                                                     |
| Lâu đài Mata                                         | Di tích              | Las Palmas de Gran Canaria                                                                                  | 28°06′26″B 15°25′18″T / 28,107128754072°B 15,421781241311°T | RI-51-0008261       | 12-07-1993           | Castillo de Mata · Upload image                                  |
| Lâu đài San Francisco (Las Palmas Gran Canaria)      | Di tích              | Las Palmas de Gran Canaria Calle Real del Castillo                                                          | 28°06′14″B 15°25′29″T / 28,103754°B 15,424678°T             | RI-51-0008262       | 12-07-1993           | Upload image                                                     |
| Tháp canh San Pedro Mártir                           | Di tích              | Las Palmas de Gran Canaria                                                                                  | 28°04′57″B 15°24′55″T / 28,08243161759°B 15,415214728192°T  | RI-51-0008263       | 12-07-1993           | Torreón de San Pedro Mártir · Upload image                       |
| Nhà Bảo tàng Pérez Galdós                            | Di tích              | Las Palmas de Gran Canaria Calle Cano, nº 2 y 6                                                             | 28°06′15″B 15°24′58″T / 28,104036008791°B 15,415979292036°T | RI-51-0008708       | 20-12-1985           | Upload image                                                     |
| Đền Parroquial San Francisco Asís                    | Di tích              | Las Palmas de Gran Canaria Plaza de San Francisco, Triana                                                   | 28°06′13″B 15°25′02″T / 28,103481937601°B 15,417323738798°T | RI-51-0008709       | 20-12-1985           | Upload image                                                     |
| Hang Canarios (Las Palmas Gran Canaria)              | Khu khảo cổ          | Las Palmas de Gran Canaria El Confital                                                                      | 28°09′42″B 15°26′04″T / 28,161661761494°B 15,434483432985°T | RI-55-0000405       | 30-09-2009           | Upload image                                                     |
| Cementerio Vegueta (Las Palmas Gran Canaria)         | Di tích              | Las Palmas de Gran Canaria Vegueta                                                                          | 28°05′43″B 15°24′47″T / 28,095263137171°B 15,413007693252°T | RI-51-0012206       | 25-02-2010           | Upload image                                                     |
| Patio Siete Lagares (Las Palmas Gran Canaria)        | Địa điểm lịch sử     | Las Palmas de Gran Canaria Tafira                                                                           | 28°03′05″B 15°27′48″T / 28,051272946522°B 15,463391302585°T | RI-54-0000058       | 2-06-2009            | Upload image                                                     |

### M

#### Mogán,(Gran Canaria)
| Tên                                  | Dạng             | Địa điểm                    | Tọa độ                                                      | Số hồ sơ tham khảo? | Ngày nhận danh hiệu? | Hình ảnh     |
| ------------------------------------ | ---------------- | --------------------------- | ----------------------------------------------------------- | ------------------- | -------------------- | ------------ |
| Zona Arqueológica Lomo Gatos         | Khu khảo cổ      | Mogán Puerto de Mogán       | 27°49′06″B 15°45′38″T / 27,818344151353°B 15,760519902333°T | RI-55-0000280       | 24-09-1993           | Upload image |
| Zona Arqueológica Cogolla Venegueras | Khu khảo cổ      | Mogán                       | 27°54′49″B 15°44′00″T / 27,913733183035°B 15,733406533769°T | RI-55-0000387       | 09-05-2006           | Upload image |
| Molino Quemado (Mogán)               | Địa điểm lịch sử | Mogán Molino de Viento      | 27°52′33″B 15°43′46″T / 27,875900046062°B 15,729451996695°T | RI-54-0000172       | 25-03-2008           | Upload image |
| Zona Arqueológica Cañada Mar         | Khu khảo cổ      | Mogán Barranco de Veneguera | 27°51′12″B 15°46′23″T / 27,853308930017°B 15,772999830898°T | RI-55-0000389       | 20-06-2005           | Upload image |

#### Moya (Gran Canaria),(Gran Canaria)
| Tên       | Dạng        | Địa điểm | Tọa độ                                                      | Số hồ sơ tham khảo? | Ngày nhận danh hiệu? | Hình ảnh                    |
| --------- | ----------- | -------- | ----------------------------------------------------------- | ------------------- | -------------------- | --------------------------- |
| Montañeta | Khu khảo cổ | Moya     | 28°07′19″B 15°34′21″T / 28,121997194967°B 15,572421852436°T | RI-55-0000676       | 03-02-2009           | La Montañeta · Upload image |

### P

#### Pájara,(Fuerteventura)
| Tên                                     | Dạng                       | Địa điểm | Tọa độ                                          | Số hồ sơ tham khảo? | Ngày nhận danh hiệu? | Hình ảnh                                         |
| --------------------------------------- | -------------------------- | -------- | ----------------------------------------------- | ------------------- | -------------------- | ------------------------------------------------ |
| Nhà hoang Nuestra Señora Regla (Pájara) | Di tích Kiến trúc tôn giáo | Pájara   | 28°21′03″B 14°06′26″T / 28,350793°B 14,107299°T | RI-51-0008732       | 07-02-1986           | Ermita de Nuestra Señora de Regla · Upload image |
| Nhà hoang San Antonio (Pájara)          | Di tích                    | Pájara   | 28°21′34″B 14°05′15″T / 28,359505°B 14,087616°T | RI-51-0008716       | 20-12-1985           | Upload image                                     |

#### Puerto del Rosario,(Fuerteventura)
| Tên                                                  | Dạng             | Địa điểm                                                                                 | Tọa độ                                            | Số hồ sơ tham khảo? | Ngày nhận danh hiệu? | Hình ảnh                                                                  |
| ---------------------------------------------------- | ---------------- | ---------------------------------------------------------------------------------------- | ------------------------------------------------- | ------------------- | -------------------- | ------------------------------------------------------------------------- |
| Nhà hoang San Pedro Alcántara (Puerto Rosario)       | Di tích          | Puerto del Rosario La Ampuyeta                                                           | 28°27′49″B 13°59′42″T / 28,463515°B 13,995031°T   | RI-51-0007032       | 19-11-1990           | Upload image                                                              |
| Nhà thờ Santa Ana (Puerto Rosario)                   | Di tích          | Puerto del Rosario Casillas del Ángel                                                    | 28°29′30″B 13°57′55″T / 28,49178°B 13,965405°T    | RI-51-0007033       | 21-06-1991           | Upload image                                                              |
| Nhà hoang Nuestra Señora Merced (Puerto Rosario)     | Di tích          | Puerto del Rosario El Time                                                               | 28°33′03″B 13°54′20″T / 28,550855°B 13,905453°T   | RI-51-0011457       | 06-05-2008           | Upload image                                                              |
| Nhà hoang Nuestra Señora Socorro (Puerto Rosario)    | Di tích          | Puerto del Rosario La Matilla (Las Palmas)                                               | 28°33′33″B 13°57′33″T / 28,559305°B 13,959094°T   | RI-51-0007029       | 13-12-1990           | Upload image                                                              |
| Molina Asomada                                       | Di tích          | Puerto del Rosario Laderas del Viso, La Asomada                                          | 28°31′21″B 13°54′24″T / 28,522438°B 13,906647°T   | RI-51-0005301       | 29-07-1994           | Molina de la Asomada · Upload image                                       |
| Molina Puerto Lajas                                  | Di tích          | Puerto del Rosario Cerca de la desembocadura del Barranco de la Herradura                | 28°31′53″B 13°50′13″T / 28,531421°B 13,836902°T   | RI-51-0005302       | 29-07-1994           | Upload image                                                              |
| Molina Almácigo (Puerto Rosario)                     | Di tích          | Puerto del Rosario El Almácigo                                                           | 28°28′36″B 14°00′17″T / 28,476561°B 14,0047°T     | RI-51-0005303       | 29-07-1994           | Upload image                                                              |
| Molino Almácigo (Puerto Rosario)                     | Di tích          | Puerto del Rosario                                                                       |                                                   | RI-51-0005304       | 29-07-1994           | Upload image                                                              |
| Molino Llanos Concepción (Puerto Rosario)            | Di tích          | Puerto del Rosario Carretera FV-20 punto kilométrico 5                                   | 28°28′31″B 14°01′39″T / 28,475151°B 14,027432°T   | RI-51-0005305       | 29-07-1994           | Molino de los Llanos de la Concepción (Puerto del Rosario) · Upload image |
| Molino Tefía                                         | Di tích          | Puerto del Rosario Tefía                                                                 | 28°31′32″B 14°00′20″T / 28,525451°B 14,0056658°T  | RI-51-0005289       | 29-07-1994           | Molino de Tefía · Upload image                                            |
| Molino Llanos Concepción (Puerto Rosario)            | Di tích          | Puerto del Rosario En el sendero GR 131 de Llanos de la Concepción a Valle de Santa Inés | 28°28′15″B 14°01′46″T / 28,4708641°B 14,0295112°T | RI-51-0005290       | 29-07-1994           | Molino de los Llanos de la Concepción (Puerto del Rosario) · Upload image |
| Nhà Fray Andresito                                   | Địa điểm lịch sử | Puerto del Rosario La Ampuyeta                                                           | 28°27′57″B 13°59′34″T / 28,465712°B 13,992828°T   | RI-54-0000209       | 25-03-2008           | Upload image                                                              |
| Nhà thờ Parroquial (Puerto Rosario)                  | Di tích          | Puerto del Rosario Puerto del rosario                                                    | 28°29′57″B 13°51′39″T / 28,499058°B 13,860776°T   | RI-51-0007030       | 19-11-1990           | Upload image                                                              |
| Nhà hoang Santo Domingo Guzmán (Puerto Rosario)      | Di tích          | Puerto del Rosario Tetir                                                                 | 28°31′55″B 13°56′09″T / 28,531915°B 13,935902°T   | RI-51-0008714       | 20-12-1985           | Upload image                                                              |
| Nhà hoang San Agustín (Puerto Rosario)               | Di tích          | Puerto del Rosario Tefía                                                                 | 28°31′19″B 13°59′22″T / 28,521935°B 13,98935°T    | RI-51-0008715       | 20-12-1985           | Upload image                                                              |
| Nhà hoang Nuestra Señora Concepción (Puerto Rosario) | Di tích          | Puerto del Rosario Llanos de la Concepción                                               | 28°28′31″B 14°01′49″T / 28,475221°B 14,030231°T   | RI-51-0008717       | 20-12-1985           | Upload image                                                              |

### S

#### San Bartolomé (Las Palmas),(Lanzarote)
| Tên                                   | Dạng    | Địa điểm                                           | Tọa độ                                                      | Số hồ sơ tham khảo? | Ngày nhận danh hiệu? | Hình ảnh     |
| ------------------------------------- | ------- | -------------------------------------------------- | ----------------------------------------------------------- | ------------------- | -------------------- | ------------ |
| Nhà thờ San Bartolomé (San Bartolomé) | Di tích | San Bartolomé Plaza León y Castillo, San Bartolomé | 29°00′06″B 13°36′49″T / 29,001564938749°B 13,61367137255°T  | RI-51-0010739       | 30-04-2003           | Upload image |
| Nhà Mayor Guerra                      | Di tích | San Bartolomé Calle Serpiente, San Bartolomé       | 28°59′53″B 13°37′07″T / 28,998047601894°B 13,618670313533°T | RI-51-0008743       | 14-03-1986           | Upload image |

#### San Bartolomé de Tirajana,(Gran Canaria)
| Tên                                       | Dạng        | Địa điểm                                                                                                  | Tọa độ                                                      | Số hồ sơ tham khảo? | Ngày nhận danh hiệu? | Hình ảnh                          |
| ----------------------------------------- | ----------- | --- | ----------------------------------------------------------- | ------------------- | -------------------- | --------------------------------- |
| Cementerio Villa (San Bartolomé Tirajana) | Di tích     | San Bartolomé de Tirajana Calle San Juan                                                                  | 27°55′24″B 15°34′31″T / 27,923300897852°B 15,575416099056°T | RI-51-0006972       | 22-11-1996           | Upload image                      |
| Nghĩa địa Arteara                         | Khu khảo cổ | San Bartolomé de Tirajana Arteara                                                                         | 27°50′44″B 15°34′09″T / 27,8456383°B 15,5692868°T           | RI-55-0000082       | 05-07-1973           | Upload image                      |
| Llanillo                                  | Khu khảo cổ | San Bartolomé de Tirajana Playa de las Pimientas                                                          | 27°45′26″B 15°39′37″T / 27,757129318426°B 15,660220048515°T | RI-55-0000228       | 13-06-1994           | Upload image                      |
| Khu vực Khảo cổ Caserones Fataga          | Khu khảo cổ | San Bartolomé de Tirajana Lomo de los Caserones, entre el Barranco de Fataga y la Cañada de los Caserones | 27°51′47″B 15°33′33″T / 27,863089°B 15,559119°T             | RI-55-0000434       | 14-03-1986           | Upload image                      |
| Zona Arqueológica "Lomo Galeón"           | Khu khảo cổ | San Bartolomé de Tirajana Lomo del Galeón, entre Cañada del Galeón y Cañada Chica                         | 27°45′25″B 15°39′49″T / 27,75684827298°B 15,663583846626°T  | RI-55-0000224       | 21-06-1991           | Upload image                      |
| Faro Maspalomas                           | Di tích     | San Bartolomé de Tirajana Maspalomas                                                                      | 27°44′06″B 15°35′56″T / 27,73512759784°B 15,598931490359°T  | RI-51-0006973       | 12-04-2005           | Faro de Maspalomas · Upload image |

#### Santa Brígida (Gran Canaria),(Gran Canaria)
| Tên                                  | Dạng                 | Địa điểm                                            | Tọa độ                                                      | Số hồ sơ tham khảo? | Ngày nhận danh hiệu? | Hình ảnh                                    |
| ------------------------------------ | -------------------- | --------------------------------------------------- | ----------------------------------------------------------- | ------------------- | -------------------- | ------------------------------------------- |
| Nhà hoang Concepción (Santa Brígida) | Di tích              | Santa Brígida (Gran Canaria) Camino a la Concepción | 28°01′32″B 15°29′14″T / 28,025633803771°B 15,487277177599°T | RI-51-0004350       | 05-04-1979           | Upload image                                |
| Hang Angostura (Santa Brígida)       | Khu khảo cổ          | Santa Brígida (Gran Canaria) La Angostura           | 28°03′08″B 15°29′01″T / 28,052293113458°B 15,483649296553°T | RI-55-0000382       | 23-06-2009           | Upload image                                |
| Santa Brígida (Gran Canaria)         | Khu phức hợp lịch sử | Santa Brígida (Gran Canaria)                        | 28°02′02″B 15°29′59″T / 28,0337963°B 15,4998362°T           | RI-53-0000530       | 16-12-2010           | Santa Brígida (Gran Canaria) · Upload image |

#### Santa Lucía de Tirajana,(Gran Canaria)
| Tên                           | Dạng                                                        | Địa điểm                                     | Tọa độ                                                      | Số hồ sơ tham khảo? | Ngày nhận danh hiệu? | Hình ảnh     |
| ----------------------------- | ----------------------------------------------------------- | -------------------------------------------- | ----------------------------------------------------------- | ------------------- | -------------------- | ------------ |
| Molino aceite Valle           | Địa điểm lịch sử Por decreto es Sitio Etnológico            | Santa Lucía de Tirajana El Valle             | 27°54′51″B 15°32′12″T / 27,914268344094°B 15,536712928258°T | RI-54-0010555       | 12-06-2007           | Upload image |
| Salinas Tenerfé               | Sitio etnológico Por decreto es Sitio Etnológico Ruộng muối | Santa Lucía de Tirajana Punta de Tenerfé     | 27°48′52″B 15°25′21″T / 27,814501°B 15,422553°T             | RI-51-0010674       | 26-05-2005           | Upload image |
| Grabados Rupestres Era Cardón | Khu khảo cổ                                                 | Santa Lucía de Tirajana Lomo de las Casillas | 27°52′13″B 15°29′54″T / 27,870402106519°B 15,498365737107°T | RI-55-0000892       | 03-02-2009           | Upload image |

#### Santa María de Guía de Gran Canaria,(Gran Canaria)
| Tên                                                                | Dạng                 | Địa điểm                                                              | Tọa độ                                                      | Số hồ sơ tham khảo? | Ngày nhận danh hiệu? | Hình ảnh                          |
| ------------------------------------------------------------------ | -------------------- | --------------------------------------------------------------------- | ----------------------------------------------------------- | ------------------- | -------------------- | --------------------------------- |
| Nhà thờ Santa María (Santa María Guía)                             | Di tích              | Santa María de Guía de Gran Canaria                                   | 28°08′20″B 15°36′16″T / 28,13897546199°B 15,604431516808°T  | RI-51-0004510       | 24-07-1981           | Upload image                      |
| Quần thể Histórico Artístico Casco Antiguo Ciudad Santa María Guía | Khu phức hợp lịch sử | Santa María de Guía de Gran Canaria                                   | 28°08′21″B 15°37′57″T / 28,13929042223°B 15,632605014644°T  | RI-53-0000263       | 27-08-1982           | Upload image                      |
| Cenobio Valerón                                                    | Khu khảo cổ          | Santa María de Guía de Gran Canaria Carretera GC-291                  | 28°08′20″B 15°36′16″T / 28,13897546199°B 15,604431516808°T  | RI-51-0004295       | 14-10-1978           | Cenobio de Valeron · Upload image |
| Tagoror Gallego                                                    | Khu khảo cổ          | Santa María de Guía de Gran Canaria Montaña del Gallego               | 28°08′26″B 15°36′19″T / 28,140574175443°B 15,605306767656°T | RI-55-0000298       | 13-12-1990           | Upload image                      |
| Nhà Natal Canónigo Gordillo                                        | Di tích              | Santa María de Guía de Gran Canaria Calle de José Samso Henríquez, 46 | 28°08′17″B 15°37′48″T / 28,138100094045°B 15,629988098252°T | RI-51-0008285       | 19-03-2001           | Upload image                      |

### T

#### Teguise,(Lanzarote)
| Tên                                                                             | Dạng                         | Địa điểm                                   | Tọa độ                                                      | Số hồ sơ tham khảo? | Ngày nhận danh hiệu? | Hình ảnh                                                               |
| ------------------------------------------------------------------------------- | ---------------------------- | ------------------------------------------ | ----------------------------------------------------------- | ------------------- | -------------------- | ---------------------------------------------------------------------- |
| Lâu đài Santa Bárbara (Teguise) (Lâu đài Guanapay)                              | Di tích Kiến trúc phòng thủ  | Teguise                                    | 29°03′28″B 13°33′01″T / 29,057857°B 13,550156°T             | RI-51-0008266       | 12-07-1993           | Castillo de Santa Bárbara · Upload image                               |
| Nhà hoang San Rafael (Teguise)                                                  | Di tích Kiến trúc tôn giáo   | Teguise Montaña de San Rafael              | 29°03′52″B 13°34′02″T / 29,064459268324°B 13,567135497802°T | RI-51-0010731       | 18-09-2001           | Upload image                                                           |
| Nhà thờ San Miguel và su Tháp Nhà thờ Matriz Nuestra Señora Guadalupe (Teguise) | Di tích                      | Teguise Plaza de la Constitución           | 29°03′34″B 13°33′35″T / 29,059432°B 13,559764°T             | RI-51-0004342       | 20-02-1979           | Iglesia Matriz de Nuestra Señora de Guadalupe (Teguise) · Upload image |
| Teguise                                                                         | Lịch sử và nghệ thuật        | Teguise                                    | 29°03′36″B 13°33′37″T / 29,059869°B 13,560362°T             | RI-53-0000234       | 21-11-1980           | Villa de Teguise · Upload image                                        |
| Khu vực Khảo cổ Zonzamas con queseras và construcciones ciclópeas               | Khu khảo cổ                  | Teguise Montaña de Zonzamas                | 29°00′47″B 13°34′15″T / 29,012964172384°B 13,57070830033°T  | RI-55-0000094       | 27-04-1979           | Upload image                                                           |
| Faro Punta Delgada (Alegranza)                                                  | Di tích Arquitectura pública | Teguise Punta Delgada, Islote de Alegranza | 29°24′12″B 13°29′19″T / 29,403299377684°B 13,488490265872°T | RI-51-0010731       | 20-12-2002           | Upload image                                                           |

#### Telde,(Gran Canaria)
| Tên                                                            | Dạng                 | Địa điểm                                  | Tọa độ                                                      | Số hồ sơ tham khảo? | Ngày nhận danh hiệu? | Hình ảnh                                                 |
| -------------------------------------------------------------- | -------------------- | ----------------------------------------- | ----------------------------------------------------------- | ------------------- | -------------------- | -------------------------------------------------------- |
| Khu vực Khảo cổ Cuatro Puertas                                 | Khu khảo cổ          | Telde Cuatro Puertas                      | 27°57′32″B 15°25′06″T / 27,958938952798°B 15,41835511024°T  | RI-55-0000080       | 25-05-1972           | Yacimiento Arqueológico de Cuatro Puertas · Upload image |
| Barranco Silva                                                 | Khu khảo cổ          | Telde                                     | 27°58′19″B 15°24′36″T / 27,972054861173°B 15,410068220249°T | RI-55-0000417       | 24-09-1993           | Upload image                                             |
| Ruinas Khu dân cư Tiền sử Tufia                                | Khu khảo cổ          | Telde Tufia                               | 27°57′49″B 15°22′44″T / 27,963621596004°B 15,378903246973°T | RI-55-0000083       | 05-07-1973           | Ruinas del Poblado Prehistórico de Tufia · Upload image  |
| Khu vực Khảo cổ "Restinga"                                     | Khu khảo cổ          | Telde Desembocadura del Barranco de Telde | 28°01′41″B 15°23′21″T / 28,028095926306°B 15,389215232278°T | RI-55-0000282       | 21-06-1991           | Upload image                                             |
| Nhà thờ San Pedro Mártir (Telde)                               | Di tích              | Telde Calle San Pedro                     | 28°00′15″B 15°24′53″T / 28,004059660142°B 15,414712662958°T | RI-51-0004473       | 26-02-1981           | Upload image                                             |
| Vương cung thánh đường San Juan Bautista (Telde)               | Di tích              | Telde Plaza de San Juan                   | 28°00′12″B 15°24′50″T / 28,003294845737°B 15,413812150116°T | RI-51-0007028       | 21-06-1991           | Basílica de San Juan Bautista · Upload image             |
| Sima Jinámar                                                   | Địa điểm lịch sử     | Telde                                     | 28°01′20″B 15°26′08″T / 28,022158500971°B 15,435487167087°T | RI-54-0000092       | 30-04-1996           | Upload image                                             |
| Nhà hoang San José Longueras                                   | Di tích              | Telde San José de las Longueras           | 27°59′32″B 15°26′08″T / 27,99224366959°B 15,435689366028°T  | RI-51-0007249       | 19-11-1990           | Upload image                                             |
| Quần thể Histórico Artístico Barrios San Juan và San Francisco | Khu phức hợp lịch sử | Telde                                     | 28°00′11″B 15°24′54″T / 28,003022540304°B 15,415098783446°T | RI-53-0000241       | 06-03-1981           | Upload image                                             |
| Montaña Las Huesas (Telde)                                     | Khu khảo cổ          | Telde Las Huesas                          | 27°58′47″B 15°24′07″T / 27,979586615989°B 15,401835407453°T | RI-55-0000218       | 17-04-2001           | Upload image                                             |

#### Teror,(Gran Canaria)
| Tên                                        | Dạng                 | Địa điểm | Tọa độ                                                      | Số hồ sơ tham khảo? | Ngày nhận danh hiệu? | Hình ảnh                                                     |
| ------------------------------------------ | -------------------- | -------- | ----------------------------------------------------------- | ------------------- | -------------------- | ------------------------------------------------------------ |
| Vương cung thánh đường Nuestra Señora Pino | Di tích              | Teror    | 28°03′34″B 15°32′52″T / 28,059333903774°B 15,547781243454°T | RI-51-0004241       | 10-12-1976           | Basílica de Nuestra Señora del Pino · Upload image           |
| Quần thể Histórico Artístico Casco Antiguo | Khu phức hợp lịch sử | Teror    | 28°03′32″B 15°32′51″T / 28,0590002°B 15,5475653°T           | RI-53-0000225       | 13-02-1979           | Conjunto Histórico Artístico El Casco Antiguo · Upload image |

#### Tinajo,(Lanzarote)
| Tên                        | Dạng                                            | Địa điểm             | Tọa độ                                                     | Số hồ sơ tham khảo? | Ngày nhận danh hiệu? | Hình ảnh                                      |
| -------------------------- | ----------------------------------------------- | -------------------- | ---------------------------------------------------------- | ------------------- | -------------------- | --------------------------------------------- |
| Nhà hoang Dolores (Tinajo) | Di tích Kiến trúc tôn giáo                      | Tinajo Mancha Blanca | 29°02′38″B 13°40′54″T / 29,04393110875°B 13,681766892458°T | RI-51-0010741       | 12-05-2003           | Ermita de los Dolores (Tinajo) · Upload image |
| Nhà hoang Dolores (Tinajo) | Địa điểm lịch sử                                | Tinajo Mancha Blanca | 29°02′37″B 13°40′55″T / 29,04360390571°B 13,681869687298°T | RI-54-0000150       | 12-05-2003           | Upload image                                  |
| Nhà thờ San Roque (Tinajo) | Di tích Kiến trúc tôn giáo Thời gian: Thế kỷ 17 | Tinajo               | 29°04′01″B 13°40′36″T / 29,0668183572°B 13,676618868831°T  | RI-51-0010496       | 12-05-2003           | Upload image                                  |

#### Tuineje,(Fuerteventura)
| Tên                                        | Dạng    | Địa điểm                                           | Tọa độ                                          | Số hồ sơ tham khảo? | Ngày nhận danh hiệu? | Hình ảnh                                                     |
| ------------------------------------------ | ------- | -------------------------------------------------- | ----------------------------------------------- | ------------------- | -------------------- | ------------------------------------------------------------ |
| Molino Tiscamanita (Tiscamanita)           | Di tích | Tuineje Calle Juan Peñate con Camino de las Lucías | 28°21′14″B 14°02′17″T / 28,353774°B 14,03819°T  | RI-51-0005308       | 29-07-1994           | Upload image                                                 |
| Nhà hoang San José (Fuerteventura)         | Di tích | Tuineje Tesejerague                                | 28°16′50″B 14°06′37″T / 28,280624°B 14,110355°T | RI-51-0011071       | 18-12-2007           | Upload image                                                 |
| Molino Tiscamanita (Tiscamanita / Tuineje) | Di tích | Tuineje Calle de la Cruz                           | 28°21′11″B 14°02′08″T / 28,353114°B 14,035426°T | RI-51-0005309       | 29-07-1994           | Molino de Tiscamanita (Tiscamanita / Tuineje) · Upload image |
| Nhà hoang San Marcos (Tuineje)             | Di tích | Tuineje Tiscamanita                                | 28°21′05″B 14°02′13″T / 28,351494°B 14,03704°T  | RI-51-0011094       | 11-12-2007           | Upload image                                                 |
| Nhà thờ San Miguel (Tuineje)               | Di tích | Tuineje                                            | 28°19′32″B 14°02′57″T / 28,325553°B 14,049193°T | RI-51-0008730       | 07-02-1986           | Upload image                                                 |

### V

#### Vega de San Mateo,(Gran Canaria)
| Tên           | Dạng                                                 | Địa điểm                                  | Tọa độ                                                     | Số hồ sơ tham khảo? | Ngày nhận danh hiệu? | Hình ảnh     |
| ------------- | ---------------------------------------------------- | ----------------------------------------- | ---------------------------------------------------------- | ------------------- | -------------------- | ------------ |
| Molino Barber | Khu phức hợp lịch sử Por decreto es Sitio Etnológico | Vega de San Mateo Carretera GC-15, Km 9,3 | 28°01′02″B 15°31′21″T / 28,017189708255°B 15,52250864244°T | RI-53-0000539       | 23-10-2007           | Upload image |

### Y

#### Yaiza,(Lanzarote)
| Tên                                             | Dạng    | Địa điểm               | Tọa độ                                                      | Số hồ sơ tham khảo? | Ngày nhận danh hiệu? | Hình ảnh                                                                   |
| ----------------------------------------------- | ------- | ---------------------- | ----------------------------------------------------------- | ------------------- | -------------------- | -------------------------------------------------------------------------- |
| Faro Punta Pechiguera                           | Di tích | Yaiza Punta Pechiguera | 28°51′20″B 13°52′21″T / 28,855534138788°B 13,872535846307°T | RI-51-0010917       | 20-12-2002           | Faro de Pechiguera · Upload image                                          |
| Lâu đài San Marcial Rubicón Femes hay Coloradas | Di tích | Yaiza Playa Blanca     | 28°51′21″B 13°48′39″T / 28,855884280407°B 13,810805414655°T | RI-51-0008267       | 12-07-1993           | Castillo de San Marcial de Rubicón de Femes o las Coloradas · Upload image |
| Nhà thờ San Marcial Rubicón                     | Di tích | Yaiza Femés            | 28°54′47″B 13°46′47″T / 28,913072674289°B 13,779821793555°T | RI-51-0008711       | 20-12-1985           | Upload image                                                               |
| Nhà thờ Nuestra Señora Remedios (Yaiza)         | Di tích | Yaiza                  | 28°57′09″B 13°45′54″T / 28,952399851722°B 13,76502162246°T  | RI-51-0008733       | 07-02-1986           | Upload image                                                               |
| Nhà Natal Benito Pérez Armas                    | Di tích | Yaiza                  | 28°57′08″B 13°45′58″T / 28,952230939767°B 13,766113708293°T | RI-51-0008695       |                      | Upload image                                                               |